# 桑茲鎮區 (密歇根州)
桑茲鎮區（英語：Sands Township）是位於美國密歇根州馬凱特縣的一個行政鎮區。

## 地方資料
桑茲鎮區的面積為172.91平方千米，當中陸地面積為171.98平方千米，而水域面積為0.93平方千米。根據2020年美國人口普查的數據，當地共有人口2310人，而人口密度為每平方千米13.36人。